# مقاطعة كارلو
مقاطعة كارلو هي إحدى مقاطعات أيرلندا الستة والعشرين. تقع في منطقة لنستر في جمهورية أيرلندا. هي مقاطعة داخلية في الجنوب الشرقي ،تأتي في المرتبة الثانية بين المقاطعات الأيرلندية من حيث صغر حجمها. وتتألّف بصورة رئيسية من أراض منخفضة خصبة مكرّسة للزراعة المختلطة، وفيها مناظر ريفية تسر الناظر إليها. والمركز الرئيسي للصناعة والخدمات فيها هو مدينة كارلو.

## السكّان ونظام الحكم.
ازداد عدد سكان كارلو زيادة كبيرة في الثمانينيات من القرن العشرين. وقد حدثت الزيادة رغم وجود معدّل للهجرة يعتبر من أعلى المعدلات في أيرلندا ،وكانت إلى حد كبير نتيجة لارتفاع نسبة المواليد في المنطقة. وقد بدأت الزيادة في عدد السكان في الستينيات. ووصلت أكبر معدل لها في السبعينيات. لكن عدد السكان انخفض في الجزء الجنوبي النائي من المقاطعة. وتبلغ نسبة الريفيين من السكان حوالي النصف.
تبلغ نسبة الرومان الكاثوليك 93% من سكان كارلو. وينتمي معظم الباقين إلى كنيسة أيرلندا. وبالنسبة للكنيستين الموجودتين في كارلو فهناك الأبرشية التي تتبعها مقاطعة كارلو وهي أبرشية ليجلن. وتوجد الكاتدرائية الرومانية الكاثوليكية في مدينة كارلو.
تشترك كارلو بصورة رئيسية مع كلكنى في التمثيل البرلماني ،ويمثلهما معاً خمسة أعضاء في ديل إيريان (المجلس البرلماني الأدنى). ويتولى الحكم الذاتي مجلس المقاطعة، ومقره مدينة كارلو، التي يوجد فيها أيضاً مجلس بالمقاطعة الحضرية.

## الاقتصاد
تتمتع كارلو بتربة خصبة تستخدم في الزراعة المختلطة. وزراعة المحاصيل ذات أهمية في هذه المنطقة أكبر منها في معظم المناطق الأيرلندية، وهي تمثّل ثلث إنتاج المزارع. والمحاصيل الرئيسية هي الحبوب والشمندر السّكري. وتجري تربية معظم الأبقار وتسمينها من أجل لحومها، ولكن هناك بعض مزارع الألبان ،ومزارع الخراف ذات الأهمية وخاصة في المناطق التلّية (مناطق التلال) في شرق المقاطعة. ويبلغ متوسط حجم المزارع ثلاثين هكتاراً وهذا يجعلها أكبر من معظم المزارع الأخرى في أيرلندا. ويزرع مزارعو المنخفضات الحبوب والبطاطس والشمندر السكري وغيرها من المحاصيل.
يعمل ربع سكان كارلو في النشاطات الصناعية. ومدينة كارلو مقر لأكثر من نصف الصناعات البالغ عددها مائة. وقد أعطى أول مصنع في أيرلندا لتكرير الشمندر السكري والذي بني عام 1926م، دفعة كبيرة للتطور الصناعي. ومعظم المصانع حديثة ويتوافر أكبرعدد من الوظائف في مدينة كارلو في معمل للبضائع الكهربائية. وتنتج المصانع الأخرى الأدوات والآلات والأجهزة الدقيقة. كما تشمل الصناعات معالجة اللحوم في هاكتستاون (Hacketstown) وباجنلزتاون (Muine Bheag) والآلات في باجنلزتاون وبوريس ومناشر الخشب قرب تلّو. وتشكل معالجة المنتجات الزراعية والأخشاب وتزويد المزارعين باحتياجاتهم جزءاً مهماً من النشاط الصناعي في كارلو. ويعمل نصف القوة العاملة الصناعية في الصناعات المعدنية والهندسية، كما يعمل ربع هذه القوة في معالجة المواد الغذائية.
تستحوذ الخدمات المختلفة، بما فيها تجارة التجزئة والتعليم والخدمات الصحية، علي أكثر من نصف العاملين من سكان كارلو. وفي مدينة كارلو كُليّة فنية إقليمية. وتوجد مقالع لحجر الكلس في غربي المقاطعة، كما يعمل بعض أهالي المرتفعات في الشرق والغرب في الحراجة (الغابات).

## أهم طرق المواصلات.
طريق N9 الذي يصل بين دبلن ،ووترفورد ويمر في غربي المقاطعة. ويقطع طريق N80 المقاطعة عرضاً، ويصل بينه وبين دبلن في الشمال طريق N81. ويتخذ الخط الحديدي الواصل بين دبلن ووترفورد مساراً موازياً لطريق N9 فهو يتبع وادي نهر برّو من الشمال إلى الجنوب. ويربط نهر برّو ميناء ووترفورد الواقع على الساحل الجنوبي مع القنال الكبير في الشمال، لكنه لا يستخدم الآن سوى للتنزه بالقوارب.

## السطح.
تشبه كارلو في شكلها شكل المثلث، وتقع كلكني في الغرب ووكسفورد في الشرق ووكُلو وكلدير ولاوس في الشمال. وتبلغ أكبر مسافة من الشمال إلى الجنوب 105 كم. ومن الشرق إلى الغرب 65 كم.
وأهم تضاريس مقاطعة كارلو وادي نهر بَرَّو، وهو نهر يجري عبر المقاطعة باتجاه الجنوب، مشكلاً في جزء من مجراه حدودها الغربية. و قاع الوادي من حجر الكلس. بينما يغطي الجرانيت أرض منطقة منخفضة في الشمال الشرقي. و يحمل نهر سليني المياه متجهاً إلى الجنوب الشرقي باتجاه ميناء وكسفورد. ومع أن معظم مساحة كارلو أرض منخفضة، منبسطة ومتموجة، فإن الأرض تأخذ بالارتفاع في الشرق والغرب. وتمتد جبال بلاكستيرز علي الطرف الشرقي، وأعلى قمة فيها قمة لينستر وارتفاعها 795 م . وإلى الغرب من نهر بَرَّو، وترتفع الأرض حوالي 300 متر في هضبة كاسلكَر التي تتكون من الطين الصفحي والأحجار الرملية.
تتراوح الأمطار السنوية بين 1000 ملم فوق المنخفضات وأكثر من 1250 ملم فوق جبال بلاكستيرز.ويبلغ متوسط درجة الحرارة في يناير نحو خمس درجات مئوية وفي يوليو 16 درجة.

## نبذة تاريخية
توجد في كارلو آثار كثيرة من عصور ما قبل التاريخ ،وآثار لمواقع الأديرة السلتية تشمل موقع سانت مولن في الجنوب. وقد أقام الأنجلو نورمنديون فيها قلاعاً وأديرة ومدناً. وجعلوا من مدينة كارلو معقلاً منيعاً. وفيما بعد، سيطرت أسرة مكمورو كافاناغ على المقاطعة. وكانت المقاطعة مسرحاً للقتال أثناء تمرد عام 1798م، كما أعدم زعيم التمرد الأب جون مرفي في مدينة تلُّو.

## روابط إضافية
- Carlow Local Authorities نسخة محفوظة 30 مايو 2013 على موقع واي باك مشين.
- Carlow Brewing Company
- Co Carlow Football Club
- Carlow GAA نسخة محفوظة 19 فبراير 2011 على موقع واي باك مشين.